# Čebulinskij rajon
Il Čebulinskij rajon (in russo Чебулинский район?) è un rajon dell'Oblast' di Kemerovo, nella Russia europea; il capoluogo è Verch-Čebula. Istituito nel 1924, ricopre una superficie di 3.780 chilometri quadrati e consta di una popolazione di circa 17.000 abitanti.

## Centri abitati
- Circondario rurale di Verch-Čebula
  - Novokazanka
  - Orlovo-Rozovo
  - Petropavlovka
  - Pokrovka
  - Verch-Čebula
- Circondario rurale di Alčedat
  - Alčedat
  - Dmitrievka
  - 1-j
  - 2-j
  - 3-j
  - 4-j
- Circondario rurale di Ivanovka
  - Ivanovka
  - Michajlovka
  - Novoivanovskij
  - Novoivanovskij 2-j
  - Novoivanovskij 3-j
  - Novoivanovskij 4-j
- Circondario rurale di Usmanka
  - Borovoj
  - Murjuk
  - Nikolaevka
  - Usmanka
- Circondario rurale di Ust'-Serta
  - Kursk-Smolenka
  - Šestakovo
  - Ust'-Serta
- Circondario rurale di Ust'-Čebula
  - Ust'-Čebula
- Circondario rurale di Čumaj
  - Čumaj
  - Karačarovo
  - Kazanka-20
  - Kurakovo